# 渝懷鐵路長壽長江大橋
渝怀铁路长寿长江大桥是重庆市内长江上的一座铁路桥梁，位于长寿区扇沱。大桥为渝怀铁路跨越长江的通道，全长898米，桥上前期建成单线铁轨，预留复线位置。大桥于2006年11月在渝怀铁路开通时正式通车。

## 技术参数
大桥全长898m，主桥为下承式连续钢桁梁，桥跨布置为2×24m+3×32m简支梁+（144+2×192+144）m下承式连续钢桁梁+2×32m简支梁。